# Pohled (zámek)

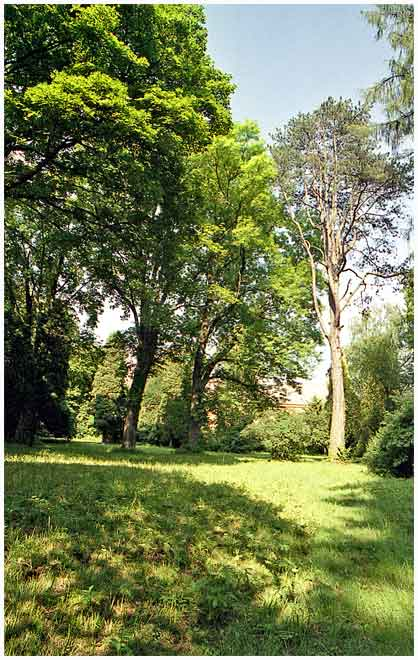
Zámecký park

Zámek Pohled, česky též Frántal, (německy Frauental, latinsky Vallis Sanctae Mariae či Vallis beatae Virginis), leží na pravém břehu řeky Sázavy v obci Pohled v okrese Havlíčkův Brod. Je nejvýznamnější památkou obce. Vznikl přestavbou gotického ženského cisterciáckého kláštera založeného v roce 1256 nebo 1267. 
Celý areál zámku je chráněn jako kulturní památka České republiky.

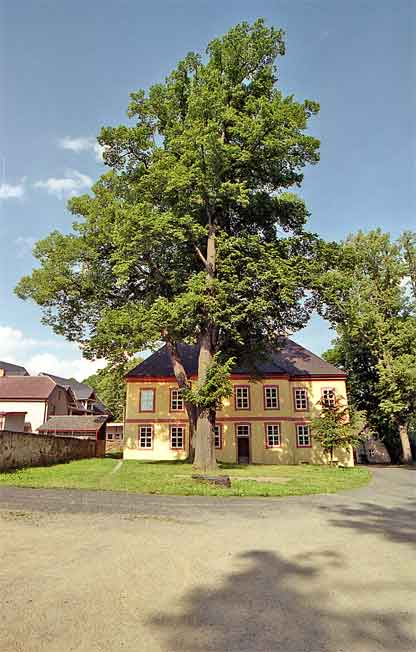
Proboštství v Pohledu

## Historie
Německy se klášter původně jmenoval Der lieben Frauen Tal (Údolí blahoslavené Panny Marie), ve zkrácené verzi Frauental (česky též Údolí panen, v doslovném překladu Ženské údolí). Z německého Frauental pochází i další české označení Frántal.
V roce 1263 vyhlásil papežský legát Anselm v Drobovicích odpustky pro stavbu nového kostela v Pohledu, k němuž byl základní kámen položen roku 1265 a začal jej stavět plebán Jakub. V roce 1267 vyhlásil papežský legát Quido odpustky pro návštěvníky kostela nového kostela konventu v Pohledu, nazvaného latinsky in Campo Sanctae Mariae. V roce 1269 nově postavený klášter cisterciaček vzali pod ochranu král Přemysl Otakar II., královna Kunhuta Uherská a pražský biskup Jan III. z Dražic. Zakladatelkou kláštera byla Jitka, dcera Vítka z Klokot a vdova po Kunovi z Kováně, spoluzakladatelkami její sestry Ludmila a Kateřina. Správou byl nový klášter podřízen konventu Sedleckého kláštera. V roce 1329 dosud dřevěný klášter vyhořel a byl obnoven v kameni do poloviny 14. století. Z té doby se v areálu dochovaly některé architektonické prvky. K vzestupu kláštera došlo od druhé poloviny 14. století do roku 1422, kdfy jej vyplenila táborská vojska husitů a po vítězství husitů u Německého brodu v roce 1424 byl znovu vypálen. jeho vzestup nastal v době jagellonské a za prvních Habsburků.

### Dochované části areálu kláštera
Součástí areálu je kostel svatého Ondřeje, původně klášterní kostel Nanebevzetí Panny Marie. Kostel podle Dobroslava Líbala stál v Pohledu už před založením kláštera, při výstavbě klášterního kostela však byl zbořen. Klášterní kostel byl vybudován v letech 1265–1277 a po poškození obnoven v 2. polovině 15. století.
Dnešní barokní budova, původně klášterní konvent, pochází z let 1689–1690, přiléhá ze severní strany ke kostelu, je patrová a má půdorys písmene H; v přízemí jsou zazděné arkády, do patra vede monumentální schodiště.
Tribuna jeptišek i budova fary, původně proboštství, jsou podle některých hypotéz přičítány Janu Blažeji Santini-Aichelovi, podle rustikálního charakteru staveb bylo však Santiniho autorství vyloučeno.
U kostela stojí taky osmiboká kaple Všech svatých z roku 1693.

## Historie

### Historie Pohledu jako kláštera
O úmyslu založení kláštera informuje poprvé listina z 25. května 1265, kdy Ludmila z (Staré) Říše (filia quondam antiqui Witigonis) prodává klášteru v dolnorakouském Zwettlu jisté příjmy ve vesnici Klein Weikersdorf. Touto fundací hodlala své sestře Kateřině pomoci při zakládání nového kláštera cisterciaček, který měl být v Čechách nově založen.
Počátky budování kláštera a (podle listiny Smila z Lichtenburka ze 17. října 1267) pravděpodobně i koupě vesnice Pohledu lze zařadit před 18. březen 1267, kdy klášter obdržel od papežského legáta Guida odpustky, přičemž listina hovoří o tamním kostele jako o klášterní komunitě. Ze Smilovy listiny je zřejmé, že Juta (Jitka), vdova po Kunovi (bone memorie quondam dicti de Chowan), koupila od bratrů Budislava a Bartoloměje a od Osany, vdovy po jejich dalším bratrovi Bohuslavovi (bývalém purkrabím Smila z Lichtenburka) vesnici Pohled se vším příslušenstvím i s patronátním právem.
Přestavba farního kostela byla minimálně v základu dokončena v polovině června 1268, kdy klášterní chrám v Pohledu vysvětil pražský biskup Jan III. z Dražic. V roce 1269 potvrdil založení kláštera Přemysl Otakar II., jehož žena Kunhuta Uherská ho vzala pod svou ochranu; to samé učinil roku 1271 pražský biskup Jan III. z Dražic a v roce 1272 i papež Řehoř X.
Za vlády Oty Braniborského byl klášter vydrancován vojskem a až do roku 1300 byl pustý. Roku 1329 klášter vyhořel a následujících 22 let (do roku 1251) byl opět pustý.
V letech 1422 a 1424 ho vyplenili husité. Podle místní (málo pravděpodobné) legendy zemřeli Jan Žižka a další husité po otráveném jídle od zdejších jeptišek, které se tak mstily za své předchozí hromadné znásilnění.
Ve 2. polovině 15. století byl klášter obnoven, roku 1639 ho vydrancovali Švédové, v letech 1652–1690 byl přestavěn v barokním slohu. Za správy abatyší Konstancie Marie Marquartové (spravovala klášter v letech 1690–1716) a Kandidy Marešové (1751–1766) došlo v klášteře k rozsáhlé výstavbě a rozšíření a nákupu dalšího inventáře.
20. března 1782 v 11 hodin dopoledne byl v rámci josefinských reforem klášter zrušen a v Pohledu byla zřízena farnost. Pak klášter sloužil ještě 10 let karmelitánkám, které sem přišly z malostranského kláštera u sv. Josefa v Praze a přinesly s sebou uctívané tělo své první převorky, Cihodné Marie Elekty. V roce 1792 se odstěhovaly do kláštera v Praze na Hradčanech.

### Pohled jako šlechtické sídlo
Zkonfiskovaný klášter byl pronajat Joštovi z Jihlavy, který zde provozoval továrnu na sukna. Roku 1807 koupil panství Josef hrabě z Unwerthu († 1822), jehož rodovým sídlem byl Mníšek pod Brdy. Podle inventáře se v konventu nacházely v jednotlivých celách jen kamna, dveře, okna s mřížemi, takže převzal spíše polorozpadlou středověkou tvrz. Ten, jelikož neměl s chotí Annou žádné potomky, zdědil panství v roce 1824,[zdroj?] jeho synovec Eugen hrabě Sylva Tarouca (1813–1877). Ten také provedl zásadní přestavbu šlechtického sídla a po spojení rodových erbů nesl jméno Silva-Tarouca-Unwerth.
Na konci roku 1864 hrabě Eugen Unwerth zámek prodal hraběnce Klotyldě z Ditrichštejna (1828–1899), provdané za hraběte Eduarda z Clam-Gallasu. Z manželství pošly děti: František, Eduardina (1851–1925) a Klotilda (1859–1947). V roce 1898 činila výměra panství Polná-Přibyslav a Pohled celkem 8590,5 ha, z toho 4818 ha lesa, 2333 ha polí, 686 ha luk a 141,5 ha rybníků. Dne 31. října 1899 zemřela hraběnka Klotilda Clam-Gallasová z Ditrichštejnu a panství Polná-Přibyslav s Pohledem zdědily její dcery, které s připojeným panstvím Žďár nad Sázavou spravovaly všechna tři panství společně. Panství Polná-Přibyslav s přilehlým malým panstvím Vojnův Městec zahrnoval rozsáhlé lesní celky Městec, Cikháj, Sklené, Světnov, Slavkovice, Polák, Veselí, Najdek, Račín, Ransko, Sopoty, Pohled, Borová a Dobroutov.
V první etapě pozemkové reformy v roce 1921 byl majetek dcer Eduardiny (Ediny) Khevenhüller-Metsch (provdané za Johann Karl Khevenhüller-Metsch) a Klotildy Festetics (provdané za maďarského hraběte Kolomana Festetics von Tolna) dány Státním pozemkovým úřadem do záboru, jednalo se o velkostatek Pohled: Dolní Dvůr, Keřkov, Žďár do 40 procent výměry; velkostatek Polná-Přibyslav: Polná, Přibyslav, Ovčín (nyní část města Přibyslav-Ronov nad Sázavou), Ronov. V Německém Brodu sídlil přídělový komisař Státního pozemkového úřadu, provádějící pozemkovou reformu na velkostatcích Pohled, Polná, Přibyslav, Želiv, Větrný Jeníkov, Zámek-Žďár a Rozsochatec.
Přibližně 180 ha zemědělských pozemků bylo propachtováno a značná část byla následně rozparcelována. Zámek v Polné se svými parkány, zahradami, věží a nádvořími obdržela tělocvičná jednota Sokol a Spolek městského muzea v Polné. Hospodářský dvůr v Termesivech „Juliin Dvůr” měl v pachtu Viktor Turnovský, z něho vytvořený zbytkový statek Juliin Dvůr o rozloze 68 ha v druhé etapě pozemkové reformy koupilo za přídělovou cenu 580 000 Kč Družstvo pěstitelů zemáků v Německém Brodě (sociálních demokratů), které získalo i zbytkové statky Keřkov a Dolní Dvůr o rozloze 185 ha. Na statcích provozovalo šlechtitelskou stanici. Zbytkový statek Ovčín u Ronova o rozloze 30 ha koupil za 109 000 Kč Klusáček Heroš (Ludvík) a zbytkový statek Velký Dvůr o rozloze 36 ha za 120 000 Kč Družstvo Záborná u Polné. V roce 1925 prodaly sestry Eduardine Khevenhüller-Metsch a Klotilda Festetics (spolumajitelka) z velkostatku v Železných Horkách Horní dvůr čp. 12 se špýcharem za 8100 Kč Josefu a Františkovi Starým a Tomášovi a Vincencii Šímovým.
Po smrti hraběnky Eduardiny připadl celý majetek (s výměrou 13 279 ha zemědělské půdy, z toho 12 100 ha lesa) sestře Klotildě, která jako dědičku a spolumajitelku ustanovila svou neteř Eleonoru Clam-Gallas (1887–1967), provdanou za prince Karl V. von Schwarzenberg, podruhé za hraběte Zdenko Radslav Kinsky z Vchynic a Tetova. Združstevněny byly také škrobárenské průmyslové podniky, které obdržela Rolnická společnost AMYLON: v Ronově n. S., v Přibyslavi, v Nížkově, v Polné, ve Žďáře na Moravě, v Pohledských Dvořácích a v Něm. Brodě; syrobárny v Ronově n. S. a ve Žďáře na Moravě (Zemědělské akciově továrny »AMYLON«).
Po ukončení lesní reformy na velkostatcích Pohled, Polná, Přibyslav, Žďár a Vojnův Městec obdrželo největší část lesních pozemků v roce 1930 utvořené Lesní družstvo v Přibyslavi s lesními revíry Sklené, Světnov, Slavkovice, Polák, Veselí, Ransko, část Račína a Borová o výměře kolem 5 513 ha lesní půdy a Lesní družstvo v Polné s revíry Dobroutov o výměře kolem 729 ha, jemuž později připadly i některé obecní a selské lesy. Lesní revír Sopoty připadl Ministerstvu národní obrany. Zbytky panských lesů s revíry Městec, Cikháj, Najdek a část Račína o výměře 5 624 ha byly nadále podřízeny lesnímu úřadu na zámku Žďár, přičemž Pohled byl v roce 1938 oddělen a spravován samostatně. V roce 1939 byla na velkostatek uvalena vnucená správa. Hraběnka Klotilda Festetics von Tolna obývala zámek až do začátku druhé světové války.

### Zámek v majetku státu
V roce 1945 přešel konfiskovaný majetek na Národní pozemkový fond v Praze, který na základě rozhodnutí ministerstva zemědělství přidělil zámek za odhadní cenu 537 000 Kčs obci. (inventář byl rozvezen jinam pro muzejní účely) Obec Pohled využívala zámek už od roku 1949 jako ZDŠ a po smrti hraběnky až do 80. let část přízemí jako nájemní byty. Hospodářské objekty a dvory si ponechalo ministerstvo zemědělství a po zabrání dvora a pozemků bývalé akciové společnosti Amylon a dalších menších pozemků zřídilo Státní statek Polná, spadající pod ředitelství v Havlíčkově Brodě. Koncem 50. let obhospodařoval Státní statek Polná již 1000 ha půdy. V roce 1951 připojilo k Československému státnímu statku, hospodářství Polná vyvlastněný zbytkový statek Ovčín (na Zápeklí). Postupným slučováním vznikl v roce 1960 Šlechtitelský a semenářský státní statek Polná s provozovnami: farma „A“ za Horním městem, farma „B“ za Ovčínem, Měšín, Jeclov, Skrýšov, Vysoké Studnice, Řehořov, Kamenice a Záborná. Statek obhospodařoval 3 014 ha půdy (roku 1963 Semenářský státní statek Polná, roku 1976 sloučen se Státním statkem Jihlava pod koncern „Oseva”.

### Zámek po roce 1989
V roce 2011 byl zámek Pohled po několika letech jednání prodán společnosti H. H. Holding z Frýdlantu na Liberecku vlastněné Petrem Zázvorkou. Obec Pohled zámek musela prodat, protože se před rokem těžce zadlužila při výstavbě nové školy, kdy došlo k tomu, že musela vracet státní dotace.
V areálu zámku se dnes (2014) nachází např. výcviková stáj Terezovský dvůr a zahradnictví.

## Zajímavost
V roce 2007 o klášteru natočil režisér Robert Sedláček dokument pro Českou televizi Brno v rámci cyklu Příběhy domů: Pohled kláštera.